# Iñaki Ayarza
Pour les articles homonymes, voir Ayarza.
Pas d'image ? Cliquez ici

a Compétitions nationales et continentales officielles uniquement.

b Matchs officiels uniquement.
Dernière mise à jour le 23 octobre 2024.
Iñaki Ayarza, né le 7 septembre 1999 à Santiago (Chili), est un joueur international chilien de rugby à XV qui joue au poste de centre au RC Vannes depuis 2024.
Il est le frère des internationaux Vicente et Ramon Ayarza.

## Biographie
Iñaki Ayarza commence le rugby au club du Prince of Wales CC (en), avant de rejoindre en 2018 le centre de formation de l'Aviron bayonnais.
En 2019, il devient international avec le Chili, et est sur la même feuille de match que ses deux frères lors d'un test match face à l'Espagne.
En 2020, il participe au Supersevens avec Bayonne. À l'intersaison, il rejoint l'Anglet olympique en compagnie de son frère Ramon. Mais à la suite de l'arrêt de la saison de Fédérale 1 à cause de la pandémie de Covid-19, il retourne jouer avec les espoirs de Bayonne.
En mai 2021, il s'engage en faveur de Soyaux Angoulême XV Charente pour deux saisons plus une supplémentaire. Il joue son premier match sous ses nouvelles couleurs en octobre 2021 avec la réception de l'US Dax.
En août 2023, il est sélectionné avec l'équipe du Chili par Pablo Lemoine pour participer à la Coupe du monde 2023 se déroulant en France. Il s'agit de la première participation de l'histoire du pays.
Après trois saisons jouées avec Soyaux Angoulême, qu'il a notamment aidé à monter en Pro D2 en 2022, il s'engage pour quatre ans avec le RC Vannes à partir de la saison 2024-2025. Le club breton vient d'être promu pour la première fois de son histoire en Top 14. Il joue son premier match avec sa nouvelle équipe lors de la sixième journée de championnat contre Montpellier et réalise de bons débuts, marquant notamment un essai.

## Statistiques

### En sélection
| Année | Compétition                   | Matchs | Points | Essais |
| ----- | ----------------------------- | ------ | ------ | ------ |
| 2019  | Championnat d'Amérique du Sud | 3      | 5      | 1      |
| 2019  | Test matchs                   | 2      | -      | -      |
| 2021  | Qualifications Coupe du monde | 2      | -      | -      |
| 2021  | Test matchs                   | 2      | 5      | 1      |
| 2022  | Test matchs                   | 3      | -      | -      |
| 2023  | Test matchs                   | 2      | 10     | 2      |
| Total | Total                         | 14     | 20     | 4      |

| Essai | Adversaire | Lieu                               | Compétition                        | Date             | Résultat | Score |
| ----- | ---------- | ---------------------------------- | ---------------------------------- | ---------------- | -------- | ----- |
| 1     | Paraguay   | Estadio Héroes de Curupayty, Luque | Championnat d'Amérique du Sud 2019 | 25 mai 2019      | Victoire | 10-53 |
| 2     | Russie     | Sotchi                             | Test match                         | 20 novembre 2021 | Victoire | 29-30 |
| 3     | Uruguay    | Stade Charrúa, Montevideo          | Test match                         | 29 juillet 2023  | Défaite  | 26-25 |
| 4     | Namibie    | Stade Germán-Becker, Temuco        | Test match                         | 12 août 2023     | Défaite  | 26-28 |